# Bunk'd
Bunk'd er en tv-serie på Disney Channel udgivet 	31. juli 2015, der følger karaktererne Emma, Zuri og Ravi fra serien Jessie, da de tager på sommerlejer i Camp kikiwaka. Deres bror Luke skulle på sommerskole så han er derfor ikke med. 

## Karakterer
- Emma Ross - peyton list: Emma er den ældste af Ross børnene. Hun er lidt vild med Xander. Emma kan nemt genkenedes på hendes sans for mode.
- Ravi Ross - karan brar: Ravi er den næstyngste af børnene. Han er fra Indien og ret nørdet. Han bor i bjørnehytten. Ravi medbringer sit kæledyr fru. Kipling til lejren.
- Zuri Ross - skai Jackson: Zuri er en både sød og lidt sarkastisk pige. Hun er den yngste af søskende.
- Lou - Miranda may